# Plasmodi (cicle vital)

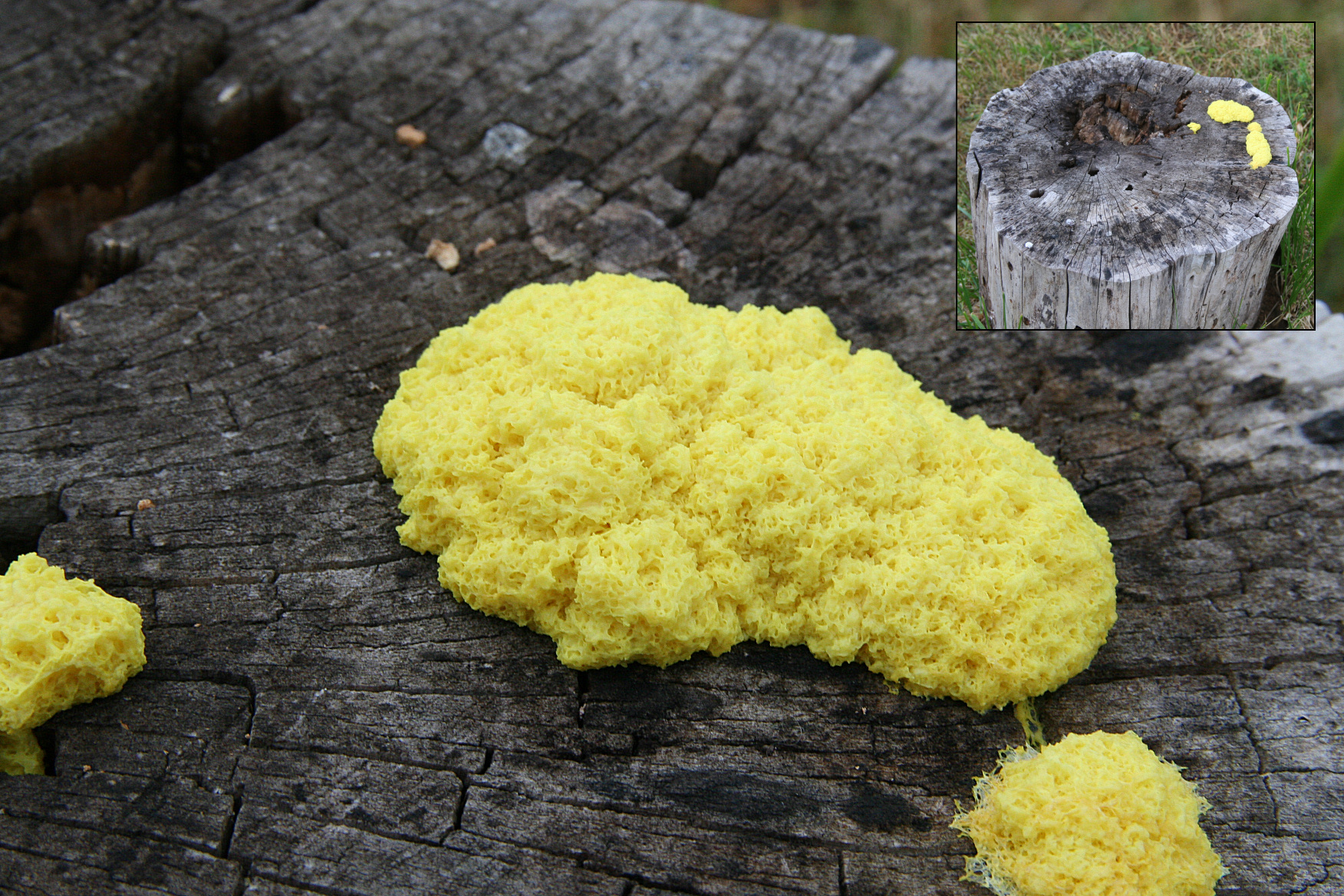
Plasmodi d'un Myxomycota.

Un plasmodi és un massa nua de protoplasma, ameboide, multinucleat amb molts nuclis diploides resultat de moltes divisions nuclears sense citoquinesi (coenocit) i normalment es refereix a l'estadi amb alimentació dels fongs mucilaginosos, és a dir, mixomicets. També es pot referir als estadis de desenvolupament multinucleats (és a dir, plasmodi merogonial i plasmodi esporogonial) dels cnidosporidis paràsits intracel·lulars (microesporidis i mixosporidis).